# Carta Orgánica de la ciudad de Posadas
La Carta Orgánica Municipal de la ciudad de Posadas es la norma suprema del municipio argentino de Posadas, en la provincia de Misiones, la cual ha sido redactada por una convención reunida a tal fin, elegida por los ciudadanos. La misma se basa en la constitución provincial y la nacional. Fue sancionada el 30 de noviembre de 1988, considerándose Posadas desde entonces un municipio autónomo. Ha entrado en vigencia la reforma del texto constitucional el 26 de octubre de 2010, ya que la primera versión establecía una revisión total obligatoria cada 20 años, aunque en dicha revisión se cambió a 30 años, por lo que la actual tendrá vigencia hasta 2040.
Para que un municipio de la provincia de Misiones pueda tener una Carta Orgánica, según establece la Ley Orgánica de Municipalidades, es necesario que el municipio sea considerado de primera categoría, es decir, supere demográficamente una población de 10 000 habitantes.